# Sarkofaška besedila
Sarkofaška besedila so zbirka staroegipčanskih pogrebnih čarovnih besedil, napisanih na krstah pokojnih od začetka  prvega vmesnega obdobja Egipta. Besedila so delno izhajala iz starejših piramidnih besedil, ki so bila rezervirana samo za vladarje, vendar so vsebovala obsežne nove vsebine, povezane z vsakdanjimi željami, ki kažejo, da so bila namenjena tudi ljudem iz nižjih družbenih slojev. Običajni Egipčani, ki so si lahko privoščili samo leseno krsto, so pogrebne uroke napisali kar nanjo, se pravi da pravica do posmrtnega življenja  ni bila več izključno faraonova.
Zbirka sarkofaških besedil obsega približno 1.185 urokov. Večina je bila napisana na krstah iz Srednjega kraljestva. Uroki so bili včasih napisani tudi na stenah grobnic, stelah, kanopskih vrčih, papirusih in maskah mumij.  Zaradi omejenega prostora za pisanje so bili uroki dostikrat okrajšani, zato so se razvile kratke in dolge različice sarkofaških besedil. Nekatera so bile kasneje prepisane v Knjigo mrtvih.

## Vsebina
V nasprotju s piramidnimi besedili, ki so se osredotočala na nebesa, so sarkofaška besedila poudarjala podzemne elemente onstranskega življenja v kraljestvu Duat, v katerem je vladal Oziris. Oziriško posmrtno življenje je bilo dostopno vsem. Pokojnikovo ime so pogosto pisali kot  "Oziris-[ime]". Egipčani so si podzemno kraljestvo predstavljali kot polno grozečih bitij, s katerimi se je moral pokojni spoasti. Uroki v sarkofaških bededilih so pokojnemu  omogočili, da se je obranil pred vsemi grožnjami in mirno drugič umrl.   
Druga téma, ki se je pojavila v sarkofaških besedilih, je presojanje pokojnikov dobrih in slabih del pred Ozirisom in njegovim sodiščem. Besedila pravijo, da se je v ta namen uporabljala tehtnica, ki je v kasnejši Knjig mrtvih postala ključna. V besedilih so pogosto omenjeni tudi strahovi pokojnih pred težkimi in neprijetnimi deli, katerim se je s pomočjo urokov dalo izogniti.

### Primera
Sarkofaško besedilo 1130 je govor sončevega boga Raja, ki pravi:
Prihajam v miru! Ponavljam vam dobra dela, ki jih je moje srce naredilo zame iz kačastih zavojev, da bi utišalo prepire...
Naredil sem štiri vetrove, ki jih lahko vdihava vsak človek...
Napravil sem veliko poplavo, od katere lahko imajo korist tako ponižni kot veliki...
Vse ljudi sem naredil enake in nisem ukazal, naj grešijo. Njihova srca so tista, ki ne poslušajo tega, kar sem rekel ...
Bogove sem ustvaril iz svojega znoja in ljudi iz solz iz mojih oči.
Sarkofaško besedilo 1131 govori pokojni, ki pravi:
Na svoji ladji bom plul naravnost, sem gospodar večnosti na prečkanju neba.
V svojih udih se ne bojim, da me bodo premagala zla bitja.
Videl bom deželo svetlobe, v kateri bom živel.
Naredi mi pot, da bom lahko videl Nun in Amuna! Ker sem tisti Akh, ki gre mimo stražarjev!
Sem opremljen in učinkovit pri odpiranju njegovih glavnih vrat!
Kot vsi drugi, ki poznajo ta urok, bo tudi on kot Ra na vzhodnem nebu, kot Oziris v podzemnem svetu. Spustil se bo v krog ognja, ne da bi se ga kdaj dotaknil kakšen plamen.

## Knjiga dveh poti
V nekaj krstah s srednjeegipčanske nekropole Deir el-Berša so bile edinstvene grafične predstavitve posmrtnega kraljestva in uroki, povezani s potovanjem pokojnega skozi Duat. Njihova zbirka, ki je hkrati nekakšen zemljevid egipčanskega podzemlja, se imenuje Knjiga dveh poti. Knjiga je predhodnica knjig o podzemlju iz Novega kraljestva in Knjige mrtvih, v kateri so opisi poti skozi posmrtno življenje. V Knjigi dveh poti sta v posmrtno življenje vodili dve poti, kopenska in vodna, med katerima je bilo jezero ognja. Obe sta vodili v Rostau in Ozirisov dom.